# 大瀧新蔵
大瀧新蔵（おおたき　しんぞう）は、幕末の米沢藩重臣。　戊辰戦争前後、米沢藩にとって重要な他藩との交渉事や戦いの最前戦に最も多く関わった。　戊辰戦争後、米沢藩権大参事に任命された。

## 経歴[1]
天保6年6月27日家督秩50石御馬廻り
弘化2年6月1日勝道君御小姓
嘉永2年5月20日若殿様御小姓
安政2年8月21日同君御用人　加秩30石
安政4年11月16日町奉行　加秩120石
万延元年閏3月１日御中之間年寄　加秩50石
慶応2年8月25日屋代郷御拝領につき年来職務に心力を尽くし御感悦子孫永々加秩20石
慶応3年6月18日郡奉行
明治2年7月22日致仕
明治2年10月18日朝廷より権大参事に任命さる

## 慶応4年2月以降の動き
大瀧新蔵は戊辰戦争が始まる前の会津藩救済を目指した仙台藩との交渉から奥羽列藩同盟結成・最上出兵・越後出兵・米沢藩降伏・庄内藩降伏に至るまで常に最前戦の役割を担った。　慶応4年2月以降の大瀧の動きは以下の通り。

### 会津藩への対応を仙台藩と協議
- 『2月26日　仙台藩使者と面会』仙台藩から米沢藩に使者（安田竹之助・玉虫左太夫）が訪れ面会。（米沢藩から奉行色部長門・竹股美作、中老若林作兵衛、年寄木滑要人、大瀧新蔵が面会）　会津藩救済合意。[2]
- 『3月16日　仙台藩使者と面会』仙台藩から米沢藩に使者(嶺岸数之助）が訪れ面会。（米沢藩から大瀧新蔵と用人中里丹下が面会）仙台藩が会津の謝罪嘆願を周旋する意向を告げ、米沢藩も会津への使者を送られたしと依頼あり。[2]
- 『3月23日 奥羽鎮撫総督府下参謀　世良修蔵を訪れる』米沢藩から大瀧新蔵と山田八郎が世良修蔵を訪れ、「松平容保は悔悟謹慎して天裁を待っているので、戦わずに降伏を受け入れては如何か」と言うのを終わらぬうちに、世良は大いに怒って、「米沢藩が会津征討に異議あるならば会津藩と同罪である」と言った。　大瀧は世良修蔵の頑冥暴戻さに、ともに謀る相手ではないことを知り、米沢に帰って、その亡状を伝えた。[3]
- 『4月4日　仙台藩に出向く』大瀧新蔵・黒井小源太が仙台藩に出向き、万一会津と合戦におよんだ場合の軍の配備、兵糧の供給等について協議。[4]
- 『4月26日　会津藩使者と同道で白石本営へ出頭』会津藩の使者（梶原平馬他）と米沢藩者者（木滑要人・片山仁一郎・大瀧新蔵）が白石本営に松平容保伏罪嘆願のために出頭。　ここで協議の末、仙台・米沢両藩の名で奥羽鎮撫総督府に文書を提出。[5]
- 『4月29日　七ケ宿街道関宿で仙台藩（但木土佐）の会津藩使者（梶原平馬ら）への訊問（会津藩の降伏条件）に立ち合い』米沢藩から木滑要人・片山仁一郎・大瀧新蔵が立ち合い。[5]

### 奥羽列藩同盟会議に参加
- 『閏4月11日　奥羽列藩同盟会議に出席』米沢藩から千坂高雅・竹股美作・木滑要人・中里丹下・大瀧新蔵・片山仁一郎らが参集。[6]

### 最上・越後出兵
- 『閏4月29日　最上出兵』米沢藩軍務総督千坂高雅が大隊頭大井田修平以下の諸将７２０余名を率いて新庄に向かう[7]。　大瀧新蔵もこの一団に加わり出兵。[8]
- 『6月3日　越後出兵』米沢藩主上杉斉憲が１０００名の兵を率いて越後に出兵。大瀧新蔵が軍監として新銃・百工隊を率いてしんがりをつとめる。[9]
- 『6月6日　新発田藩に出兵督促のため新発田城内に乗り込む』再三の出兵催促に対して曖昧な態度に終始していた新発田藩に対し、大瀧新蔵は新発田城内に乗り込み、再度出兵決断を迫る。　ここにおいて、ついに新発田藩も出兵を承諾する。[10]
- 『7月29日　新潟陥落と総督・色部長門戦死』大瀧新蔵は新潟港を管理する総督色部長門の下にいた。　7月29日に新政府軍の総攻撃により、総督色部長門が大瀧新蔵に命じて河口と海岸守備の諸隊兵の退却を命じる。　総督色部長門は退却の際に敵方と遭遇し、戦死。　大瀧新蔵は川岸の兵をまとめて兵２００余名とともに敵の艦砲射撃の真只中を引き上げる。[11]
- 『8月初旬　長岡城から引揚げた米沢藩部隊と会津に向かう山中の寺院で今後の協議』総督千坂高雅が甘糟継成・斎藤篤信・大瀧新蔵らを集め今後の進退について協議する。　この場で、新潟港の攻防戦に敗れ、色部総督の戦死で全面敗北の責任を痛感した大瀧新蔵が踏みとどまって死守の覚悟を披歴。　斎藤篤信が「いたずらに死を急ぐ必要はない」と慰留し、一同がこれに賛同。[12]

### 米沢藩降伏交渉　二本松に向かう
- 『8月25日　二本松の新政府軍本営を訪ね、米沢藩に降伏勧告する使者の秋月藩士に面会・米沢まで同道』大瀧新蔵と森三右衛門が秋月藩・岩村虎雄と坂田潔及び土佐の沢本守也と一緒に米沢藩に同道。[13]
- 『9月5日　二本松の新政府軍本営を訪ね、謝罪状を提出』　大国筑後・大瀧新蔵が秋月藩・岩村虎雄と共に二本松に入り、謝罪状を提出。[14]

### 庄内藩降伏交渉　上山・鶴岡に向かう
- 『9月20日　庄内藩使者に会うために上山に向かう』総督千坂高雅・大瀧新蔵は秋月藩・岩村虎雄と共に上山に向かう。[15]
- 『9月24日　庄内藩首脳に新政府軍の意向を伝える』大瀧新蔵は鶴岡に入り、庄内藩・石原多門・酒井帯刀・安田安之助らに会い、新政府軍参謀黒田了介の意向を伝える。[16]
- 『9月26日　庄内藩使者３名とともに黒田参謀を訪ねる』9月25日夜、庄内藩の使者３名

とともに鶴岡を発ち、26日に古口の陣営に黒田参謀を訪ねて事情を報告。改めて鶴岡に黒田参謀を迎えて藩主より直々の謝罪言上の意向を伝える。